# Dallara 189
Chronologie des modèles (1989)
Dallara 188 Dallara 190
La Dallara 189 est la monoplace de Formule 1 conçue par Dallara et engagée par la Scuderia Italia dans le cadre du championnat du monde de Formule 1 1989. Elle est pilotée par les Italiens Alex Caffi et Andrea De Cesaris.

## Historique

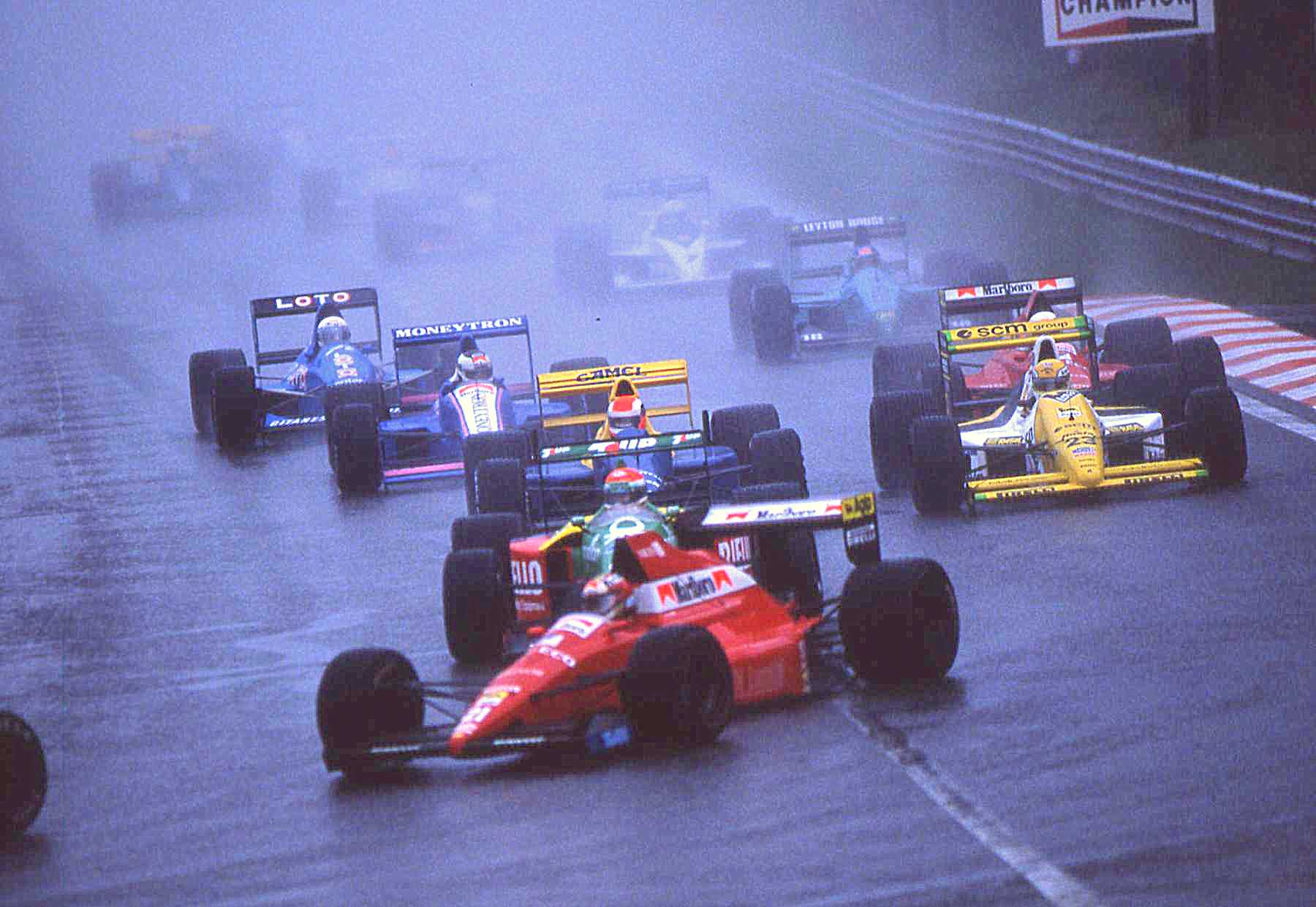
Alex Caffi, au premier plan, aborde le premier virage du Grand Prix de Belgique 1989.

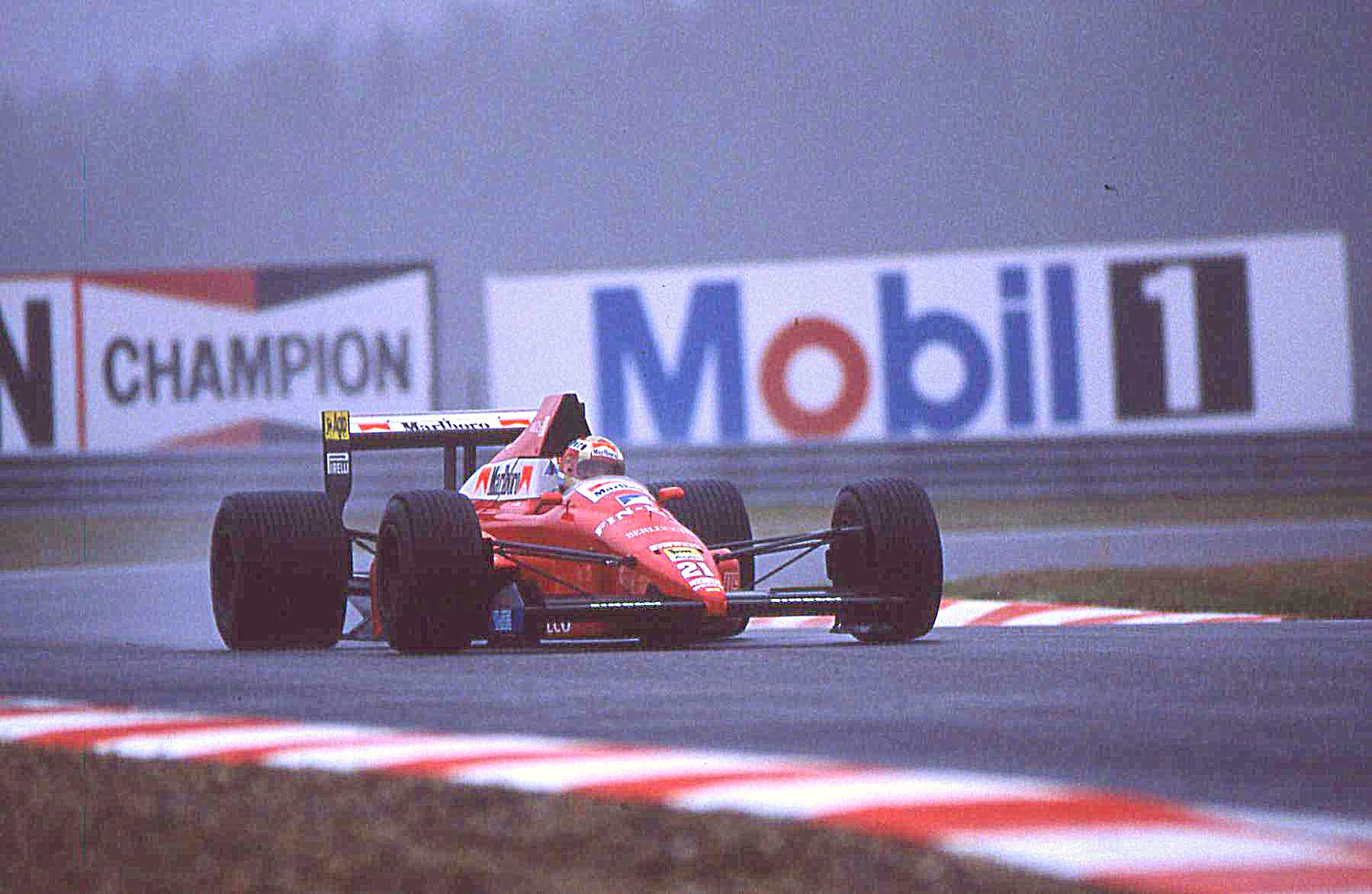
Alex Caffi à bord de la Dallara 189 au Grand Prix de Belgique 1989.

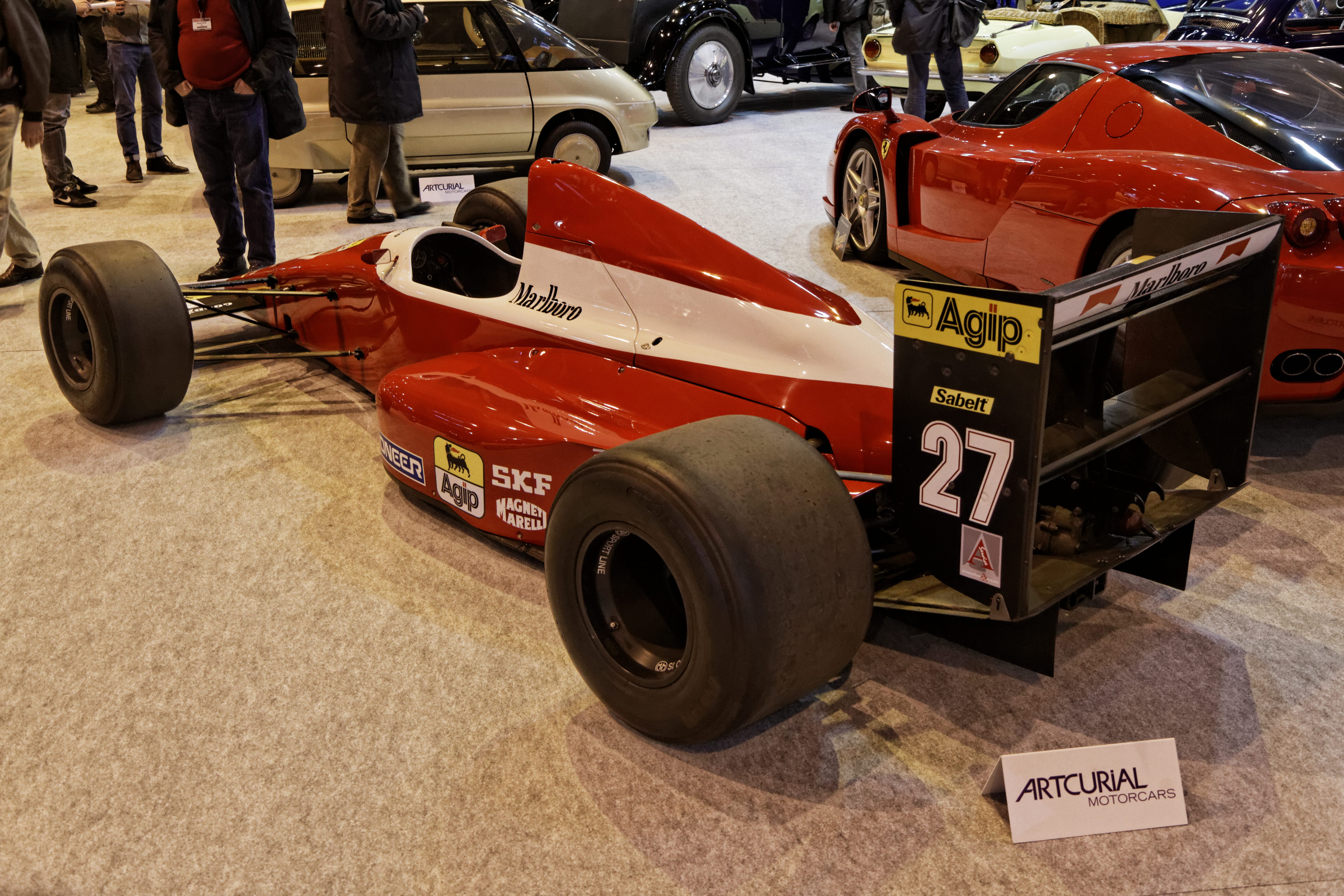
Le train arrière de la Dallara 189.

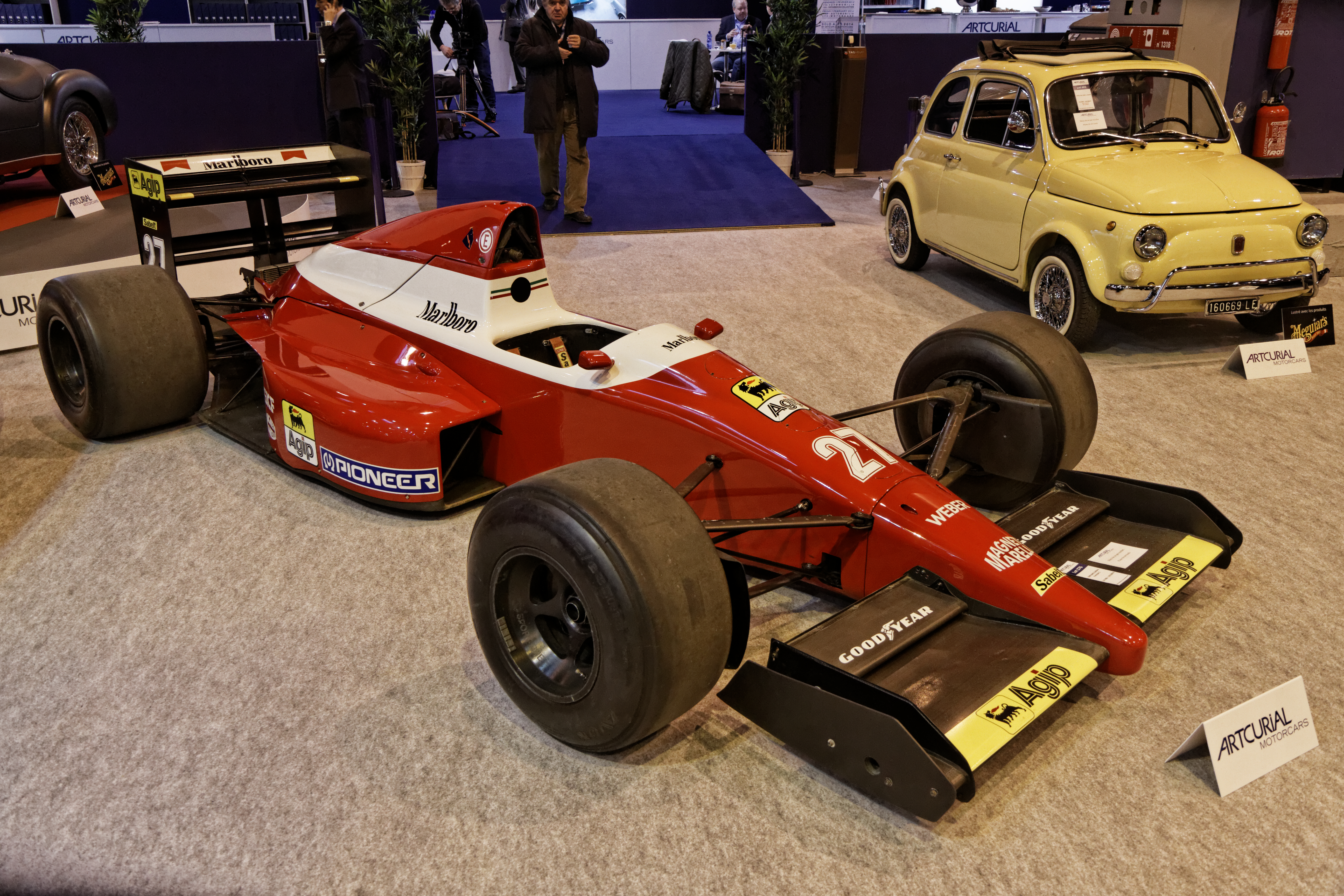
La Dallara 189 exposée au salon Rétromobile à Paris en 2014.

Giuseppe Lucchini, le fondateur de la Scuderia Italia, espère marquer ses premiers points en Formule 1 en 1989 après une première saison encourageante en 1988. Son pilote, Alex Caffi, est épaulé par l'expérimenté Andrea De Cesaris, qui apporte un complément de budget grâce à Marlboro. La Dallara 189 est, quant à elle, une évolution de la 188 de la saison précédente. Elle s'en distingue par des suspensions à tirants.
Pour la première moitié du championnat, Alex Caffi est assujetti aux préqualifications, puisqu'il n'a marqué aucun point en 1988, au contraire de son équipier. Il ne réussit pas à passer cet écueil à deux reprises, lors du Grand Prix inaugural au Brésil et au Grand Prix de Grande-Bretagne. La première épreuve se solde en outre pour Andrea De Cesaris par une rupture du moteur V8 Ford-Cosworth en fin de course, mais l'Italien est néanmoins classé treizième,.
À Monaco, Caffi, qualifié, neuvième, termine quatrième, marquant les trois premiers points de l'histoire de la Scuderia Italia. Son équipier, élancé depuis la dixième place sur la grille, occupe la quatrième position jusqu'au trente-quatrième tour lors duquel il percute volontairement la Lotus 101 de Nelson Piquet à qui il tente de prendre un tour depuis plusieurs boucles. Les deux hommes s'adressent leurs poings : Piquet, qui a bloqué délibérément l'Italien, abandonne, tandis que De Cesaris repart afin de faire réparer sa voiture dans son stand. Il reprend la piste, avec quatre tours de retard sur le peloton, et termine treizième,,.
Les relations se tendent entre les deux pilotes de la petite écurie à partir du Grand Prix des États-Unis : Caffi, deuxième avant son passage aux stands, occupe la cinquième place à une vingtaine de boucles de l'arrivée. Alors qu’il tente de prendre un tour à son équipier, ce dernier, n'ayant pas regardé dans ses rétroviseurs, braque pour aborder le cinquième virage du circuit urbain de Phoenix : sa roue arrière-gauche touche la roue avant-droite de la monoplace de Caffi, qui est projetée contre le rail de sécurité, le contraignant à l'abandon. Les deux hommes s'expliquent violemment à l'issue de la course. Patrizio Cantu, le team manager, de l'écurie, explique : « Pris par le feu de l'action, Andrea n'a pas vu Alex. Non seulement il n'a pas vu qu'il s'agissait de son équipier, mais il n'a sans doute pas vu qu'il y avait un concurrent entre lui et le mur ! Andrea est ainsi fait… »,.
Le Grand Prix du Canada, sixième manche de la saison et disputé sous la pluie, voit Andrea De Cesaris terminer troisième de l'épreuve, permettant ainsi à la Scuderia Italia d'obtenir son premier podium en Formule 1. En outre, Caffi marque le point de la sixième place,.
La deuxième moitié du championnat est plus compliquée pour l'écurie italienne qui souffre des problèmes de fiabilité de la Dallara 189 : en huit courses, Caffi ne rallie l'arrivée qu'à deux reprises, contre quatre pour De Cesaris. En outre, ses performances sont à la baisse et ne permettent plus à ses pilotes de terminer dans les points. Un dernier coup d'éclat survient pourtant lors du Grand Prix de Hongrie, où Caffi, très à l'aise au volant d'une monoplace chaussée des gommes ultra-tendres fournies par Pirelli, se qualifie en troisième position, alors que De Cesaris est dix-huitième. En course, il ne parvient pas à résister aux hommes de tête et termine septième,,.
Le samedi matin du Grand Prix de Belgique, Andrea De Cesaris se fait remarquer en dehors de la piste : transportant son équipier au volant d'une voiture de location, il s'accroche avec un bus alors qu'ils rendent sur le circuit de Spa-Francorchamps. Les deux pilotes ne sont pas blessés et participent normalement au Grand Prix.
Au terme de cette saison, la Scuderia Italia est huitième du monde des constructeurs avec 8 points. Andrea De Cesaris et Alex Caffi se classent respectivement dix-septième et dix-neuvième du championnat du monde des pilotes, avec 4 points chacun.

## Engagement hors-championnat du monde
Les 2 et 3 décembre 1989, la Dallara 189 est engagée au Trofeo Indoor di Formula 1, une épreuve d'exhibition organisée en marge du Motor Show de Bologne, une exposition internationale reconnue par l'Organisation internationale des constructeurs automobiles qui se tient dans les salons de la foire de Bologne. Bien que l'épreuve soit baptisée indoor, la piste, d'une longueur de 1 299 mètres, est située à l'extérieur des locaux de l'exposition. Seules des écuries italiennes prennent part à la deuxième édition de cette « compétition-spectacle » qui leur permet de se présenter devant leur public national et est un moyen pour les directeurs d'écurie de nouer des contacts avec d'éventuels partenaires financiers pour compléter leur budget pour la saison à venir.
Scuderia Italia engage, sur Dallara 189, son titulaire Andrea De Cesaris. Coloni confie sa FC189 à son ancien pilote titulaire Pierre-Henri Raphanel. La Scuderia Minardi engage deux monoplaces M189 confiées à ses pilotes titulaires en championnat du monde, Pierluigi Martini et Luis Pérez-Sala,. Osella, qui s'est séparé de ses titulaires, confie deux FA1M à Enrico Bertaggia, qui pilotait cette saison pour Coloni et Andrea Chiesa, pilote en Formule 3000. Eurobrun, qui s'est séparée de ses deux pilotes à l'issue de la saison régulière, fait appel à Claudio Langes, qui n'a encore jamais piloté de monoplace de Formule 1 mais courait en Formule 3000.
Lors des essais libres, De Cesaris réalise le meilleur temps en 52 s 15, ce qui lui permet d'accéder directement aux demi-finales, lors desquelles il est éliminé par Luis Pérez-Sala.

## Résultats en championnat du monde de Formule 1
| Saison | Écurie              | Moteur               | Pneus   | Pilotes           | Courses | Courses | Courses | Courses | Courses | Courses | Courses | Courses | Courses | Courses | Courses | Courses | Courses | Courses | Courses | Courses | Points inscrits | Classement |
| Saison | Écurie              | Moteur               | Pneus   | Pilotes           | 1       | 2       | 3       | 4       | 5       | 6       | 7       | 8       | 9       | 10      | 11      | 12      | 13      | 14      | 15      | 16      | Points inscrits | Classement |
| ------ | ------------------- | -------------------- | ------- | ----------------- | ------- | ------- | ------- | ------- | ------- | ------- | ------- | ------- | ------- | ------- | ------- | ------- | ------- | ------- | ------- | ------- | --------------- | ---------- |
| 1989   | BMS Scuderia Italia | Ford-Cosworth DFR V8 | Pirelli |                   | BRÉ     | SMR     | MON     | MEX     | USA     | CAN     | FRA     | GBR     | ALL     | HON     | BEL     | ITA     | POR     | ESP     | JAP     | AUS     | 8               | 8e         |
| 1989   | BMS Scuderia Italia | Ford-Cosworth DFR V8 | Pirelli | Alex Caffi        | Npq     | 7e      | 4e      | 13e     | Abd     | 6e      | Abd     | Npq     | Abd     | 7e      | Abd     | Abd     | Abd     | Abd     | 9e      | Abd     | 8               | 8e         |
| 1989   | BMS Scuderia Italia | Ford-Cosworth DFR V8 | Pirelli | Andrea De Cesaris | 13e*    | 10e     | 13e     | Abd     | 8e*     | 3e      | Nq      | Abd     | 7e      | Abd     | 11e     | Abd     | Abd     | 7e      | 10e     | Abd     | 8               | 8e         |

Légende : ici 
- * Le pilote n'a pas terminé, mais est classé pour avoir effectué plus de 90% de la distance de course.

## Résultats duTrofeo Indoor di Formula 1
|  | Quarts de finale | Quarts de finale      | Quarts de finale  |                   |                  | Demi-finales      | Demi-finales | Demi-finales |  |                  | Finale          | Finale | Finale    | Finale |
|  |                  |                       |                   |                   |                  |                   |              |              |  |                  |                 |        |           |        |
|  | Scuderia Minardi | Luis Pérez-Sala       | vainqueur         |                   |                  |                   |              |              |  |                  |                 |        |           |        |
|  | Coloni           | Pierre-Henri Raphanel | éliminé           |                   |                  |                   |              |              |  |                  |                 |        |           |        |
|  | Coloni           | Pierre-Henri Raphanel | éliminé           |                   | Scuderia Italia  | Andrea De Cesaris | éliminé      |              |  |                  |                 |        |           |        |
|  |                  |                       |                   |                   | Scuderia Italia  | Andrea De Cesaris | éliminé      |              |  |                  |                 |        |           |        |
|  |                  | Scuderia Minardi      | Luis Pérez-Sala   | vainqueur         |                  |                   |              |              |  |                  |                 |        |           |        |
|  | Osella           | Scuderia Minardi      | Luis Pérez-Sala   | vainqueur         | Enrico Bertaggia | vainqueur         |              |              |  |                  |                 |        |           |        |
|  | Osella           |                       |                   |                   | Enrico Bertaggia | vainqueur         |              |              |  |                  |                 |        |           |        |
|  | Eurobrun Racing  | Claudio Langes        | éliminé           |                   |                  |                   |              |              |  |                  |                 |        |           |        |
|  | Eurobrun Racing  | Claudio Langes        | éliminé           |                   |                  |                   |              |              |  | Scuderia Minardi | Luis Pérez-Sala |        | vainqueur |        |
|  |                  |                       |                   |                   |                  |                   |              |              |  | Scuderia Minardi | Luis Pérez-Sala |        | vainqueur |        |
|  |                  | Scuderia Minardi      | Pierluigi Martini |                   | finaliste        |                   |              |              |  |                  |                 |        |           |        |
|  | Scuderia Minardi | Scuderia Minardi      | Pierluigi Martini | Pierluigi Martini | finaliste        | vainqueur         |              |              |  |                  |                 |        |           |        |
|  | Scuderia Minardi |                       |                   | Pierluigi Martini |                  | vainqueur         |              |              |  |                  |                 |        |           |        |
|  | Osella           | Andrea Chiesa         | éliminé           |                   |                  |                   |              |              |  |                  |                 |        |           |        |
|  | Osella           | Andrea Chiesa         | éliminé           |                   | Osella           | Enrico Bertaggia  | éliminé      |              |  |                  |                 |        |           |        |
|  |                  |                       |                   |                   | Osella           | Enrico Bertaggia  | éliminé      |              |  |                  |                 |        |           |        |
|  |                  |                       | Scuderia Minardi  | Pierluigi Martini | vainqueur        |                   |              |              |  |                  |                 |        |           |        |
|  |                  |                       |                   | Pierluigi Martini | vainqueur        |                   |              |              |  |                  |                 |        |           |        |
|  |                  |                       |                   |                   |                  |                   |              |              |  |                  |                 |        |           |        |
|  |                  |                       |                   |                   |                  |                   |              |              |  |                  |                 |        |           |        |